# 加地正郎
加地 正郎（かじ まさろう、1924年9月11日 - 2017年12月10日）は、日本の医師、久留米大学医学部第一内科名誉教授。
熊本県熊本市出身。
九州大学を卒業後、九州大学第一内科に入局。感染症を主として研究対象とした。1952年九州大学から学位を得る。題は「西日本各地区住民特に学児のインフルエンザビールス中和抗体保有量について」。特にインフルエンザの研究は知られており、「風邪の加地」（かぜのかじ）と異名をとった。門下生には九州大学総合診療部教授、国立病院九州医療センター院長をつとめた柏木征三郎がいる。
その後久留米大学へ転出し、教授に就任した。教授退官後は呉共済病院院長に就任した。
2001年秋、勲三等瑞宝章叙勲。

## 著書
- 『かぜ 近代ウイルス学のとらえた謎』光文社カッパ・ブックス 1961
- 『インフルエンザとその周辺疾患』中外医学社 1963
- 『ウイルス病の世界 現代の病原を探る』日本放送出版協会NHKブックス 1971
- 『かぜへの挑戦 人類は果たして征服できるか』講談社ブルーバックス 1974
- 『かぜ・ウイルス・人』西日本新聞社 1989
- 『インフルエンザの世紀 「スペインかぜ」から「鳥インフルエンザ」まで』平凡社新書 2005

### 共編著
- 『呼吸器疾患の鑑別診断』操坦道共著 金原出版 1957
- 『胆嚢造影 その手技と読みかた』山岡憲二,武田誉久共著 医学書院 1960
- 『主要疾患の併発症と重症化 -その診療の実際-』編著 中外医学社 1970
- 『人間・気象・病気 気候内科へのアプローチ』編著 日本放送出版協会 NHKブックス 1975
- 『インフルエンザ研究の進歩 病原・流行・ワクチン』編集 近代出版 1976
- 『かぜ症候群のすべて』編集 南江堂 1978
- 『ウイルス病症候』中尾亨,川名林治共著 近代出版 1979
- 『新内科学大系 第53巻 B.感染症 2b』共著 大谷杉士協編 中山書店 1979
- 『髄液検査法』庄司紘史共編 朝倉書店 1985
- 『インフルエンザとかぜ症候群』編 南山堂 1997
- 『新型インフルエンザパンデミック』根路銘国昭,葛西健共編著 南山堂 1998
- 『インフルエンザワクチン接種の実際とコツ あなたの疑問・迷いをbreak through』編著 南山堂 2000

### 翻訳
- Helen Clapesattle『メイヨーの医師たち』菅正明共訳 近代出版 1982